# Базега
Базега (фр. Bazèga) — одна з 45 провінцій Буркіна-Фасо. Розташована у Південно-Центральній області, столиця провінції — Комбіссірі. Площа — 3963 км².
Населення станом на 2006 рік — 238 202 чоловік.
Базега поділяється на 7 департаментів.